# Laura Corbacho
Laura Corbacho Garrido (Cáceres, 5 de septiembre de 1998) es una actriz y drag queen española. Es conocida por un papel en la serie de televisión Paquita Salas.

## Biografía
Laura, nacida en Cáceres en 1998, es una mujer trans. A temprana edad decidió dedicarse a la actuación, oficio para el cual se preparó. Ha aparecido en series como Los hombres de Paco, Valeria y Señoras del (h)AMPA. En 2019 hizo su debut actoral en un episodio de la serie de televisión Terror y feria. Posteriormente, en el mismo año, tuvo la oportunidad de actuar en la serie de Netflix Paquita Salas.
Compagina su carrera como actriz con las actuaciones como drag queen en Madrid, donde reside, con el nombre artístico de Jenevagina. En 2021 se presentó al casting de la primera temporada de Drag Race España, pero no fue elegida para concursar.
En 2021 protagonizó el cortometraje Marinera de luces del director Pablo Quijano.
El 21 de marzo de 2024 fue anunciada como una de las 8 concursantes de la segunda temporada de Regias del Drag España.

## Filmografía

### Series de televisión
| Año       | Título              | Personaje      |
| --------- | ------------------- | -------------- |
| 2019      | Terror y feria      | Luna           |
| 2019      | Paquita Salas       | Laura Corbacho |
| 2020      | Campamento Albanta  | Chica Terapia  |
| 2020      | Veneno              | Colaboradora   |
| 2020      | Señoras del (h)AMPA | Maquilladora   |
| 2020-2021 | Valeria             | Miriam         |
| 2021      | Los hombres de Paco | Chica Terapia  |
| 2022      | ¡García!            | Susana         |

### Películas
- Marinera de luces (cotrometraje, 2021)
- Como Dios manda (2023)